# Lotus 48
Lotus 48 – samochód Formuły 2, zaprojektowany przez Colina Chapmana i Maurice'a Philippe'a i skonstruowany przez Lotusa na sezony 1967–1968 Formuły 2.
Samochód był wyposażony w silnik Ford Cosworth FVA R4 o pojemności 1599 cm³, który osiągał moc maksymalną 220 KM i był sprzężony ze skrzynią biegów Hewland FT200.
W zdominowanym przez Brabhama sezonie 1967 Lotus 48 wygrał pięć razy, w tym raz w Europejskiej Formule 2. Jim Clark zginął za kierownicą tego samochodu w 1968 roku.

## Wyniki
| Legenda oznaczeń w tabelach wyników Wyświetl szablon na nowej stronie | Legenda oznaczeń w tabelach wyników Wyświetl szablon na nowej stronie                                                                     |
| Oznaczenie                                                            | Wyjaśnienie |
| --------------------------------------------------------------------- | --- |
| Złoty                                                                 | Zwycięzca lub mistrzostwo |
| Srebrny                                                               | 2. miejsce lub wicemistrzostwo |
| Brązowy                                                               | 3. miejsce lub II wicemistrzostwo |
| Zielony                                                               | Ukończył, punktował (w klasyfikacji generalnej, gdy zdobył co najmniej jeden punkt na przestrzeni sezonu, poza trzema powyższymi opcjami) |
| Niebieski                                                             | Ukończył, nie punktował (w klasyfikacji generalnej, gdy nie zdobył co najmniej jednego punktu na przestrzeni sezonu)                      |
| Czerwony                                                              | Nie zakwalifikował się (NZ) |
| Czerwony                                                              | Nie prekwalifikował się (NPK) |
| Różowy                                                                | Nie ukończył (NU) |
| Różowy                                                                | Niesklasyfikowany (NS) (w klasyfikacji generalnej, gdy nie został sklasyfikowany w żadnym wyścigu sezonu)                                 |
| Czarny                                                                | Zdyskwalifikowany (DK) |
| Czarny                                                                | Wykluczony (WYK/EX) |
| Biały                                                                 | Nie wystartował (NW) |
| Biały                                                                 | Kontuzjowany (K/INJ) |
| Biały                                                                 | Wyścig odwołany (OD/C) |
| Bez koloru                                                            | Został wycofany (WYC/WD) |
| Bez koloru                                                            | Nie przybył (NP/DNA) |
| Bez koloru                                                            | Nie brał udziału w treningach (NT/DNP) |
| Bez koloru                                                            | Nie został zgłoszony (–) |
| Pogrubienie                                                           | Start z pole position |
| Kursywa                                                               | Najszybsze okrążenie wyścigu |
| †                                                                     | Nie ukończył, ale jego rezultat został zaliczony ze względu na przejechanie więcej niż 90% dystansu wyścigu.                              |
| *                                                                     | Sezon w trakcie |
| 1/2/3                                                                 | Punktowana pozycja w sprincie kwalifikacyjnym                                                                                             |
| Lista systemów punktacji Formuły 1                                    | |

### Formuła 1
| Sezon | Zespół     | Silnik | Kierowcy      | Wyniki w poszczególnych eliminacjach | Wyniki w poszczególnych eliminacjach | Wyniki w poszczególnych eliminacjach | Wyniki w poszczególnych eliminacjach | Wyniki w poszczególnych eliminacjach | Wyniki w poszczególnych eliminacjach | Wyniki w poszczególnych eliminacjach | Wyniki w poszczególnych eliminacjach | Wyniki w poszczególnych eliminacjach | Wyniki w poszczególnych eliminacjach | Wyniki w poszczególnych eliminacjach | Wyniki kierowców | Wyniki kierowców | Wyniki konstruktora | Wyniki konstruktora |
| 1967  |            |        |               |                                      | Monako                               | Holandia                             | Belgia                               | Francja                              | Wielka Brytania                      | Niemcy                               | Kanada                               | Włochy                               | Stany Zjednoczone                    | Meksyk                               | Pkt.             | Msc.             | Pkt.                | Msc.                |
| ----- | ---------- | ------ | ------------- | ------------------------------------ | ------------------------------------ | ------------------------------------ | ------------------------------------ | ------------------------------------ | ------------------------------------ | ------------------------------------ | ------------------------------------ | ------------------------------------ | ------------------------------------ | ------------------------------------ | ---------------- | ---------------- | ------------------- | ------------------- |
| 1967  | Team Lotus | Ford   | Jackie Oliver | -                                    | -                                    | -                                    | -                                    | -                                    | -                                    | 5                                    | -                                    | -                                    | -                                    | -                                    | 0                | NS               | 0 (44)              | 2                   |

### Formuła 2
| Sezon | Zespół                  | Silnik | Kierowcy      | Wyniki w poszczególnych eliminacjach | Wyniki w poszczególnych eliminacjach | Wyniki w poszczególnych eliminacjach | Wyniki w poszczególnych eliminacjach | Wyniki w poszczególnych eliminacjach | Wyniki w poszczególnych eliminacjach | Wyniki w poszczególnych eliminacjach | Wyniki w poszczególnych eliminacjach | Wyniki w poszczególnych eliminacjach | Wyniki w poszczególnych eliminacjach | Wyniki kierowców | Wyniki kierowców |
| 1967  |                         |        |               | Wielka Brytania                      | Wielka Brytania                      | Niemcy                               | Niemcy                               | Austria                              |                                      | Holandia                             | Włochy                               | Wielka Brytania                      | Włochy                               | Pkt.             | Msc.             |
| ----- | ----------------------- | ------ | ------------- | ------------------------------------ | ------------------------------------ | ------------------------------------ | ------------------------------------ | ------------------------------------ | ------------------------------------ | ------------------------------------ | ------------------------------------ | ------------------------------------ | ------------------------------------ | ---------------- | ---------------- |
| 1967  | Team Lotus              | Ford   | Graham Hill   | 2                                    | NU                                   | 15                                   | -                                    | 6                                    | NU                                   | -                                    | 7                                    | 7                                    | 8                                    | 0*               | NS               |
| 1967  | Team Lotus              | Ford   | Jim Clark     | -                                    | -                                    | NU                                   | -                                    | NU                                   | 1                                    | -                                    | NU                                   | -                                    | -                                    | 0*               | NS               |
| 1967  | Team Lotus              | Ford   | Moisés Solana | -                                    | -                                    | -                                    | -                                    | -                                    | 13                                   | -                                    | -                                    | -                                    | -                                    | 0                | NS               |
| 1967  | Team Lotus              | Ford   | Jackie Oliver | -                                    | -                                    | -                                    | -                                    | -                                    | -                                    | -                                    | -                                    | -                                    | NU                                   | 3                | 13               |
| 1967  | Lotus Components Ltd    | Ford   | Jackie Oliver | NU                                   | -                                    | -                                    | -                                    | -                                    | -                                    | -                                    | -                                    | 6                                    | -                                    | 3                | 13               |
| 1968  |                         |        |               | Niemcy                               | Wielka Brytania                      |                                      | Wielka Brytania                      | Austria                              | Holandia                             | Włochy                               | Niemcy                               | Włochy                               |                                      | Pkt.             | Msc.             |
| 1968  | Gold Leaf Team Lotus    | Ford   | Jim Clark     | NU                                   | -                                    | -                                    | -                                    | -                                    | -                                    | -                                    | -                                    | -                                    |                                      | 0                | NS               |
| 1968  | Gold Leaf Team Lotus    | Ford   | Graham Hill   | NU                                   | -                                    | NU                                   | NU                                   | NU                                   | -                                    | -                                    | -                                    | 7                                    |                                      | 0                | NS               |
| 1968  | Gold Leaf Team Lotus    | Ford   | Jackie Oliver | -                                    | -                                    | NS                                   | 4                                    | 5                                    | 7                                    | -                                    | 4                                    | -                                    |                                      | 14               | 6                |
| 1968  | Herts & Essex Aero Club | Ford   | Jackie Oliver | -                                    | 4                                    | -                                    | -                                    | -                                    | -                                    | -                                    | -                                    | -                                    |                                      | 14               | 6                |

* – zgodnie z regulaminem kierowca nie mógł być klasyfikowany.